# NGC 2778
NGC 2778 je galaksija u zviježđu Risu.

## Vanjske poveznice
- SEDS: NGC 2778